# عاطف الغمري
عاطف الغمري  (توفي 31 مايو 2025) كاتب وصحفي مصري ومحاضر بكلية الإعلام بجامعة القاهرة، وهو عضو بالمجلس الأعلى للثقافة، وعضو بالمجلس المصري للشؤون الخارجية.

## مسيرته المهنية
تخرج عاطف الغمري في قسم الصحافة بكلية الإعلام بجامعة القاهرة، ثم عمل كمحرر صحفي بجريدة الأهرام، وتدرج في المناصب حتى عُين نائباً لرئيس تحرير جريدة الأهرام المصرية، ثم عُيّن مديراً لمكتب جريدة الأهرام في لندن بالمملكة المتحدة، ثم مديرا لمكتب جريدة الأهرام بالولايات المتحدة الأمريكية، إلى أن تم اختياره كعضو بالمجلس المصري للشؤون الخارجية.
اهتم عاطف الغمري بالكتابة الأدبية إلى جانب عمله الصحفي، فكتب القصة القصيرة، والنصوص المسرحية، كما كتب القصة والسيناريو والحوار لعدد من الأفلام والأعمال الدرامية للإذاعة والتليفزيون من بينها فيلم «زيارة سرية» عام 1981، وفيلم «دليل الاتهام» عام 1983، وفيلم «الحب في غرفة الإنعاش» عام 1985، وفيلم «تحت السطح الهادئ» عام 1985، ومسلسل «الأبناء» عام 1985، وفيلم «الأب الشرعي» عام 1988، والمسلسل الإذاعي «دقّات القلب الجريح»، والسهرة التليفزيونية «انتظر ودعني أفكر».
كتب عاطف الغمري مقالة أسبوعية ثابتة على صفحات جريدة الأهرام، كما كتب المقالات لعدد من الصحف والمجلات المحلية والعربية الأخرى من بينها جريدة الوفد، وصحيفة الخليج الإماراتية.
مُنع عاطف الغمري في عام 2012 من نشر مقالته الأسبوعية في باب الرأي بجريدة الأهرام خلال فترة تولي الرئيس محمد مرسي مقاليد الحكم، وسيطرة أعضاء بجماعة الإخوان المسلمين على مجلس إدارة الجريدة.

## أعماله ومؤلفاته
ألف عاطف الغمري العديد من المؤلفات التي تنوعت ما بين الكتب، والمقالات والسياسية، والدراسات والتحقيقات الصحفية، والمجموعات القصصية، والنصوص المسرحية إلى جانب ترجمة عدة مؤلفات لكُتّاب آخرين إلى العربية، كما كتب عدة أعمال أدبية للسينما والإذاعة والتليفزيون، وفيما يلي بعضاً من أهم أعماله المؤلفة والمترجمة:

### المؤلفات
- بيت الأصول (مجموعة قصصية): صدرت عام 1984 عن الهيئة المصرية العامة للكتاب بالقاهرة.[5]
- همت تتنازل عن العرش وقصص أخرى (مجموعة قصصية): صدرت عام 1990 عن دار الشعب للنشر والتوزيع بالقاهرة.[6]
- السادة النواب: صدر عام 1998 عن الهيئة المصرية العامة للكتاب بالقاهرة.[7]
- الأمريكي التائه في الشرق الأوسط: صدر عام 2001 عن مكتبة الشروق للنشر والتوزيع بالقاهرة.[8]
- من يحكم أمريكا.. جماعة الصقور ونظرتهم للعرب وإسرائيل: صدر عام 2002 عن المكتب المصري الحديث للدراسات والأبحاث بالقاهرة.[9]
- الشرق الأوسط الكبير: صدر عام 2004 عن دار الحرية للصحافة والطباعة والنشر والتوزيع بالقاهرة.[10][11]
- انقلاب في السياسة الأمريكية.. إعادة ترتيب الشرق الأوسط لصالح إسرائيل: صدر عام 2004 عن المكتب المصري الحديث للدراسات والأبحاث بالقاهرة.[12]
- أزمة الديمقراطية: صدر عام 2005 عن دار نهضة مصر للطباعة والنشر والتوزيع بالقاهرة.[13]
- الإصلاح السياسي.. من أين يبدأ؟: صدر عام 2008 عن دار نهضة مصر للنشر والتوزيع بالقاهرة.[14]
- أمريكا في عالم يتغير: صدر عام 2009 عن مركز الأهرام للترجمة والنشر بالقاهرة.[15][16]
- سبعة أطفال يهود (مسرحية من أجل غزة): نص مسرحي نُشر في عام 2009 على صفحات مجلة المسرح.[17]
- القرن الآسيوي: صدر عام 2010 عن دار نهضة مصر للطباعة والنشر والتوزيع بالقاهرة.[18][19][20]
- حائط السلام.. إستراتيجية إسرائيل للعشرين سنة القادمة: صدر عام 2010 عن الهيئة المصرية العامة للكتاب بالقاهرة.[21]
- مصر وأمريكا.. بوادر التغيير في عصر أوباما: صدر عام 2010 عن دار نهضة مصر للطباعة والنشر والتوزيع بالقاهرة.[22]

- خفايا النكسة من المؤامرة إلى الوفاق
- مصر تستعيد روحها.. ثورة ٢٥ يناير وإعادة بناء الدولة: صدر عام 2012 عن دار نهضة مصر للطباعة والنشر والتوزيع بالقاهرة.[23]
- الثورة والمؤامرة.. 25 يناير بداية الطريق للتغيير: صدر عام 2013 عن دار نهضة مصر للنشر والتوزيع بالقاهرة.[24][25]
- وثائق البيت الأبيض: صدر عام 2014.[26][27][28]
- اختطاف الثورة (وثائق المؤامرة من 25 يناير إلى 30 يونيو): صدر عام 2015 عن مركز الأهرام للنشر بالقاهرة.[29][30][31]
- مراكز البحوث داخل البيت الأبيض: صدر عام 2016 عن دار الجمهورية للصحافة والإعلام والنشر بالقاهرة ضمن سلسلة كتاب الجمهورية.[32][33][34]
- المؤامرة الكبرى.. من وثائق المخابرات الأمريكية والموساد وداعش: صدر عام 2016 عن دار الجمهورية للصحافة والإعلام والنشر بالقاهرة ضمن سلسلة كتاب الجمهورية.[35]
- في كواليس الصحافة السياسية: صدر عام 2018 عن الهيئة المصرية العامة للكتاب بالقاهرة.[36][37][38]
- عملاء وجواسيس.. لعبة المخابرات الأجنبية: صدر عام 2019 عن دار أخبار اليوم للإعلام والنشر بالقاهرة ضمن سلسلة كتاب اليوم الثقافية.[39][40][41]

### التراجم
- نيكسون.. نيكسون: مسرحية سياسية للكاتب المسرحي راسل ليز صدرت لأول مرة في عام 1998، وصدرت نسختها المترجمة إلى العربية من ترجمة عاطف الغمري وقام بمراجعتها أمين حسين الرباط عام 2003 عن المركز القومي للمسرح والموسيقى والفنون الشعبية بالقاهرة.[42]
- أشياء تحدث: مسرحية سياسية للكاتب المسرحي ديفيد هير صدرت لأول مرة في عام 2005، وصدرت نسختها المترجمة إلى العربية من ترجمة عاطف الغمري عام 2010 عن المركز القومي للترجمة بالقاهرة.[43]

### في السينما والإذاعة والتليفزيون
- زيارة سرية (فيلم): عُرض عام 1981، وأخرجه ناجي أنجلو، وقام ببطولته كل من صلاح ذو الفقار وآثار الحكيم ونبيل نور الدين.[44]
- دليل الاتهام (فيلم): عُرض عام 1983، وأخرجه توفيق شامية، وقام ببطولته كل من كرم مطاوع ومحمود المليجي وشيرين.[45]
- الأبناء (مسلسل تليفزيونى): عُرض عام 1985 من إخراج حسن حافظ، وقام ببطولته كل من خالد زكي وماجدة زكي ومنى عبد الغني.[46]
- الحب في غرفة الإنعاش (فيلم): عُرض عام 1985، وأخرجه شفيق شامية، وقام ببطولته كل من مصطفى فهمي وإلهام شاهين وسعاد نصر.[47]
- تحت السطح الهادئ (فيلم): عُرض عام 1985، وأخرجه حسن حافظ، وقام ببطولته كل من محسن محي الدين وصابرين وفايزة كمال.[48]
- الأب الشرعى (فيلم): عُرض عام 1988، وأخرجه ناجي أنجلو، وقام ببطولته كل من نادية لطفي ومحمود ياسين وشكري سرحان.[49]
- دقات القلب الجريح (مسلسل إذاعى)
- انتظر ودعنى أفكر (سهرة تليفزيونية)

## وصلات خارجية
- عاطف الغمري على موقع أرشيف الشارخ